# Thriller (Lied)
Thriller ist ein Popsong von Michael Jackson, der 1982 auf dem gleichnamigen Album veröffentlicht wurde. Er wurde von Rod Temperton geschrieben und von Quincy Jones produziert.

## Geschichte
Ursprünglich sollte das Lied Starlight Love heißen. Bei den Demoaufnahmen hieß es dann Starlight Sun. Der Monolog am Ende des Liedes, der nicht in der Original-US-Schallplattenfassung zu hören war, wurde von Vincent Price gesprochen. Die Basslinie wurde nach Vorbild des Rick-James-Klassikers Give It to Me Baby gespielt. Bei der Remixversion 2003 wurde das Intro abgeändert.
Thriller wurde als letzte Singleauskopplung international am 23. Januar 1984 veröffentlicht und in Belgien, Frankreich und Spanien zu einem Nummer-eins-Hit. Im Vereinigten Königreich war die Single bereits am 12. November 1983 erschienen.

## Musikvideo
1983 wurde zu Promotionzwecken ein Musikvideo zu Thriller aufgenommen, in dem Michael Jackson und Ola Ray die Hauptrollen spielen. Das Video ist mit etwa 13 Minuten mehr als doppelt so lange wie der Song und gilt aufgrund der ausgereiften Handlung als Meilenstein der Musikvideo-Produktion. Regie führte John Landis. Das Video gilt als eigenständiger Film und war das erste Musikvideo, das in das National Film Registry aufgenommen wurde. Mit Stand von 2007 war es das meistverkaufte Musikvideo der Welt.

## Kommerzieller Erfolg

### Chartplatzierungen
| ChartsChartplatzierungen       | Höchstplatzierung | Wochen |
| ------------------------------ | ----------------- | ------ |
| Deutschland (GfK)              | 9 (34 Wo.)        | 34     |
| Österreich (Ö3)                | 5 (13 Wo.)        | 13     |
| Schweiz (IFPI)                 | 3 (27 Wo.)        | 27     |
| Vereinigte Staaten (Billboard) | 4 (24 Wo.)        | 24     |
| Vereinigtes Königreich (OCC)   | 10 (60 Wo.)       | 60     |

### Auszeichnungen für Musikverkäufe
| Land/Region                  | Auszeichnungen für Musikverkäufe (Land/Region, Auszeichnung, Verkäufe) | Verkäufe   |
| ---------------------------- | ---------------------------------------------------------------------- | ---------- |
| Australien (ARIA)            | 6× Platin                                                              | 420.000    |
| Dänemark (IFPI)              | Platin                                                                 | 90.000     |
| Deutschland (BVMI)           | Gold                                                                   | 250.000    |
| Frankreich (SNEP)            | Platin                                                                 | 1.000.000  |
| Italien (FIMI)               | Platin                                                                 | 50.000     |
| Japan (RIAJ)                 | Platin                                                                 | 200.000    |
| Kanada (MC)                  | 6× Platin                                                              | 480.000    |
| Mexiko (AMPROFON)            | 9× Gold                                                                | 270.000    |
| Neuseeland (RMNZ)            | 2× Platin                                                              | 60.000     |
| Spanien (Promusicae)         | 2× Platin                                                              | 80.000     |
| Kanada (MC)                  | 2× Platin                                                              | 200.000    |
| Vereinigte Staaten (RIAA)    | Diamant · + Gold (Ringtone)                                            | 10.500.000 |
| Vereinigtes Königreich (BPI) | 2× Platin                                                              | 1.200.000  |
| Insgesamt                    | 3× Gold · 28× Platin · 1× Diamant ·                                    | 14.800.000 |

Hauptartikel: Michael Jackson/Auszeichnungen für Musikverkäufe

## Besetzung
- Synthesizer: Greg Phillinganes, Rod Temperton, Brian Banks
- Synthesizer Programmierung: Anthony Marinelli
- Gitarre: David Williams
- Trompete, Flügelhorn: Jerry Hey, Garry Grant
- Saxophon, Flöte: Larry Williams
- Posaune: Bill Reichenbach
- Effekte: Bruce Cannon, Bruce Swedien
- Sprechgesang: Vincent Price

## Coverversionen
- 1989: Henry Mancini (Orchesterversion)
- 2000: Ian Brown
- 2003: Maybebop (A-cappella-Version)
- 2003: Aereogramme
- 2004: The Prodigy (The Way It Is)
- 2005: Mainstreet (Prüller)
- 2005: Sun
- 2008: Wise Guys (Schiller – A-cappella-Version)
- 2008: Gothminister
- 2020: David Garrett (Instrumental)
- 2020: Sarah Lombardi (als Teil eines Mashups, das zusätzlich Dirty Diana beinhaltete)
- 2021: Dirty Loops & Cory Wong